# Serie A 1977 (Ecuador)
La Serie A 1977 è stata la 19ª edizione della massima serie del campionato di calcio  dell'Ecuador, ed è stata vinta dall'El Nacional, giunto al suo quarto titolo.

## Formula
La prima fase è a 10 partecipanti, che si affrontano in un girone all'italiana; le prime tre si qualificano alla fase finale, e prendono dei punti bonus, da utilizzare nella fase finale, a seconda della loro posizione: il primo ne ottiene 3, il secondo 2 e il terzo 1. La seconda fase ricalca l'andamento della prima, con le due squadre vincitrici della prima fase della Serie B a sostituire le due retrocesse. La fase finale vede le 6 squadre qualificate disputarsi il titolo.

## Prima fase
|  | Pos. | Squadra              | Pt | G  | V | N | P  | GF | GS | DR  |
|  | ---- | -------------------- | -- | -- | - | - | -- | -- | -- | --- |
|  | 1.   | LDU Quito            | 25 | 18 | 8 | 9 | 1  | 27 | 13 | +14 |
|  | 2.   | Universidad Católica | 22 | 18 | 8 | 6 | 4  | 32 | 21 | +11 |
|  | 2.   | Emelec               | 22 | 18 | 9 | 4 | 5  | 25 | 19 | +6  |
|  | 4.   | Barcelona SC         | 21 | 18 | 6 | 9 | 3  | 24 | 16 | +8  |
|  | 5.   | Deportivo Cuenca     | 20 | 18 | 8 | 4 | 6  | 25 | 25 | 0   |
|  | 6.   | LDU Portoviejo       | 19 | 18 | 8 | 3 | 7  | 30 | 25 | +5  |
|  | 7.   | El Nacional          | 16 | 18 | 6 | 4 | 8  | 20 | 19 | +1  |
|  | 8.   | Carmen Mora          | 15 | 18 | 6 | 3 | 9  | 19 | 27 | -8  |
|  | 8.   | Aucas                | 15 | 18 | 5 | 5 | 8  | 16 | 27 | -11 |
|  | 10.  | América de Quito     | 5  | 18 | 1 | 3 | 14 | 7  | 33 | -26 |

LDU Quito 3 punti bonus; Universidad Católica 2; Emelec 1.

## Seconda fase
Manta e LDU Cuenca promosse in qualità di vincitrici della prima fase della Serie B.

|  | Pos. | Squadra              | Pt | G  | V  | N | P  | GF | GS | DR  |
|  | ---- | -------------------- | -- | -- | -- | - | -- | -- | -- | --- |
|  | 1.   | Barcelona SC         | 24 | 18 | 11 | 2 | 5  | 29 | 20 | +9  |
|  | 2.   | El Nacional          | 22 | 18 | 9  | 4 | 5  | 33 | 18 | +15 |
|  | 3.   | Deportivo Cuenca     | 20 | 18 | 8  | 4 | 6  | 28 | 20 | +8  |
|  | 3.   | LDU Portoviejo       | 20 | 18 | 8  | 4 | 6  | 30 | 27 | +3  |
|  | 4.   | Emelec               | 19 | 18 | 8  | 3 | 7  | 28 | 23 | +5  |
|  | 4.   | Universidad Católica | 19 | 18 | 7  | 5 | 6  | 27 | 24 | +3  |
|  | 7.   | Manta Sport          | 18 | 18 | 7  | 4 | 7  | 30 | 31 | -1  |
|  | 8.   | LDU Quito            | 17 | 18 | 5  | 7 | 6  | 16 | 20 | -4  |
|  | 9.   | Carmen Mora          | 14 | 18 | 4  | 6 | 8  | 14 | 29 | -15 |
|  | 10.  | LDU Cuenca           | 7  | 18 | 1  | 5 | 12 | 17 | 40 | -23 |

Barcelona 3 punti bonus; El Nacional 2; Deportivo Cuenca 1.

## Fase finale
Punti bonus: Barcelona 3, LDU Quito 3, El Nacional 2, Universidad Católica 2, Deportivo Cuenca 1, Emelec 1.

|                    | Pos. | Squadra              | Pt | G  | V | N | P | GF | GS | DR  |
| ------------------ | ---- | -------------------- | -- | -- | - | - | - | -- | -- | --- |
| Ecuador (bandiera) | 1.   | El Nacional          | 18 | 10 | 6 | 4 | 0 | 17 | 4  | +17 |
|                    | 2.   | LDU Quito            | 13 | 10 | 4 | 2 | 4 | 11 | 14 | -3  |
|                    | 3.   | Universidad Católica | 12 | 10 | 4 | 2 | 4 | 14 | 19 | -5  |
|                    | 4.   | Barcelona SC         | 11 | 10 | 3 | 2 | 5 | 16 | 15 | +1  |
|                    | 5.   | Emelec               | 9  | 10 | 2 | 4 | 4 | 12 | 15 | -3  |
|                    | 5.   | Deportivo Cuenca     | 9  | 10 | 2 | 4 | 4 | 14 | 17 | -3  |

## Verdetti
- El Nacional campione nazionale
- El Nacional e LDU Quito in Coppa Libertadores 1978
- Aucas, América, Carmen Mora e LDU Cuenca retrocessi.

## Classifica marcatori
| Gol |  |  | Giocatore         | Squadra     |
| --- |  |  | ----------------- | ----------- |
| 27  |  |  | Fabián Paz y Miño | El Nacional |